# Азійська автомагістраль AH3
Азійська автомагістраль 3 (AH3) — маршрут мережі Азійських автомобільних доріг, який пролягає на 7,331 км з Улан-Уде, Росія (на AH6) до Тангу, Китай; і Шанхай, Китай (на AH5) до Чіанграй, Таїланд і Кенгтунг, М'янма (обидва на AH2).

## Проблеми Південно-Східної Азії
До середини 2008 року сегмент коридору Північ-Південь Азійської магістралі AH-3 був майже повністю асфальтований, лише кілька кілометрів не завершено.
Проект «Коридор Північ-Південь» був частиною порядку денного Азійського банку розвитку (АБР) з 1993 року і мав на меті покращити об’єднані економіки Китаю, М’янми, Лаосу, В’єтнаму, Таїланду та Камбоджі. Очікувалося, що частина коридору Північ-Південь, відома як шосе 3, яка пролягає через північно-західний Лаос і з’єднує Китай і Таїланд, коштуватиме 95,8 мільйона доларів США та фінансуватиметься за рахунок кредиту від АБР разом із коштами Китаю, Таїланду. і уряди Лаосу.

## Супутні маршрути

### Росія
- A 340: Улан-Уде – Кяхта – кордон з Монголією (235 km)

### Монголія
- Алтанбулаг – Замин-Ууд (1041 км)

### Китай
- G55: Ерен-Хото – Уланчаб
- G6: Уланчаб – Чжанцзякоу – Пекін
- G2: Пекін – Тяньцзінь

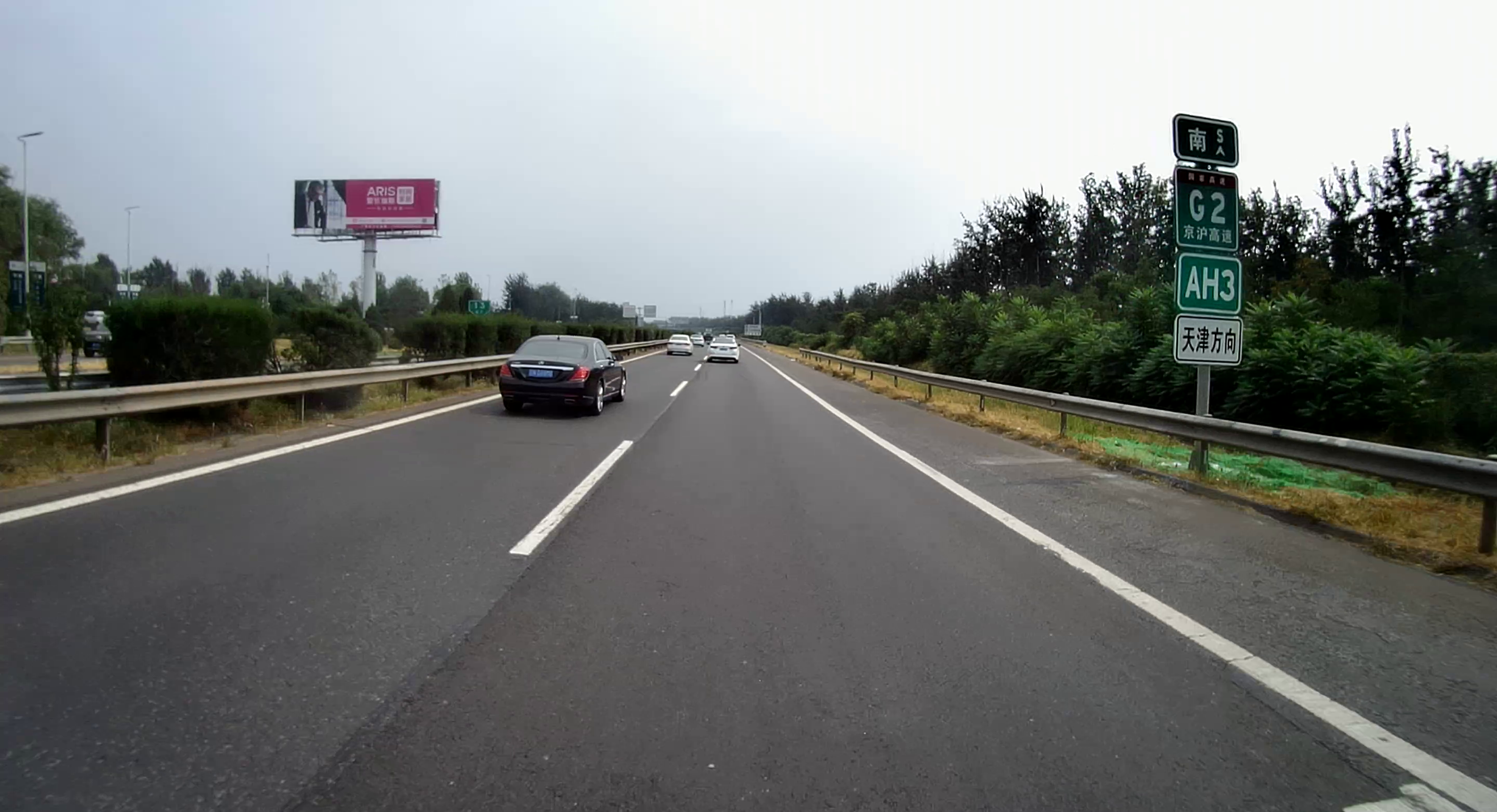
Автомагістраль AH3 з табличкою G2.

- S40: Тяньцзінь – Порт Тяньцзінь (перенумерувана як  G0212)
- G60: Шанхай – Ханчжоу – Наньчан – Сянтань – Гуйян – Куньмін Можливий маршрут.
- G8511: Куньмін – Цзінхун – Юньнань
  - G8512: Цзінхун – Дауло (відділення, будується)

### Лаос
- Маршрут 13: Ботен – Натей (20 км)
- Маршрут 3: Натей – Луанг Намта – Бан Хоуайсай (242 км)
- Четвертий міст тайсько-лаоської дружби (0,48 км)

### М'янма
- Монг Ла – Кенг Тунг (альтернативний маршрут) (AH2)